# Mimela tristicula
Mimela tristicula är en skalbaggsart som beskrevs av Ohaus 1915. Mimela tristicula ingår i släktet Mimela och familjen Rutelidae. Inga underarter finns listade i Catalogue of Life.